# Pimpla sedula
Pimpla sedula är en stekelart som beskrevs av Cameron 1886. Pimpla sedula ingår i släktet Pimpla och familjen brokparasitsteklar. Inga underarter finns listade i Catalogue of Life.